# Джок Сімпсон
Джок Сімпсон (англ. Jock Simpson, 24 грудня 1886, Пендлтон — 30 листопада 1958, Фолкер) — англійський футболіст, що грав на позиції нападника за клуби «Фолкерк» та «Блекберн Роверз», а також національну збірну Англії.

## Клубна кар'єра
У дорослому футболі дебютував 1905 року виступами за команду клубу «Фолкерк», в якій провів п'ять сезонів. В сезоні 1907/08, забивши 32 голи, став найкращим бомбардиром чемпіонату Шотландії.
Своєю грою за цю команду привернув увагу представників тренерського штабу клубу «Блекберн Роверз», до складу якого приєднався 1910 року. Відіграв за команду з Блекберна наступні шість сезонів своєї ігрової кар'єри. 1912 року виборов у складі цієї команди титул чемпіона Англії і володаря Суперкубка Англії.
Завершив професійну ігрову кар'єру у рідному клубі «Фолкерк», за який грав протягом 1916—1919 років.
Помер 30 листопада 1958 року на 72-му році життя.

## Виступи за збірну
1911 року дебютував в офіційних матчах у складі національної збірної Англії. Протягом кар'єри у національній команді, яка тривала 4 роки, провів у формі головної команди країни 8 матчів, забивши 1 гол.

## Титули і досягнення
- Чемпіон Англії (1):

«Блекберн Роверз»: 1911-1912
- Володар Суперкубка Англії (1):

«Блекберн Роверз»: 1912
- Найкращий бомбардир чемпіонату Шотландії (1): 1907-1908 (32 голи)